# Интервью (журналистика)

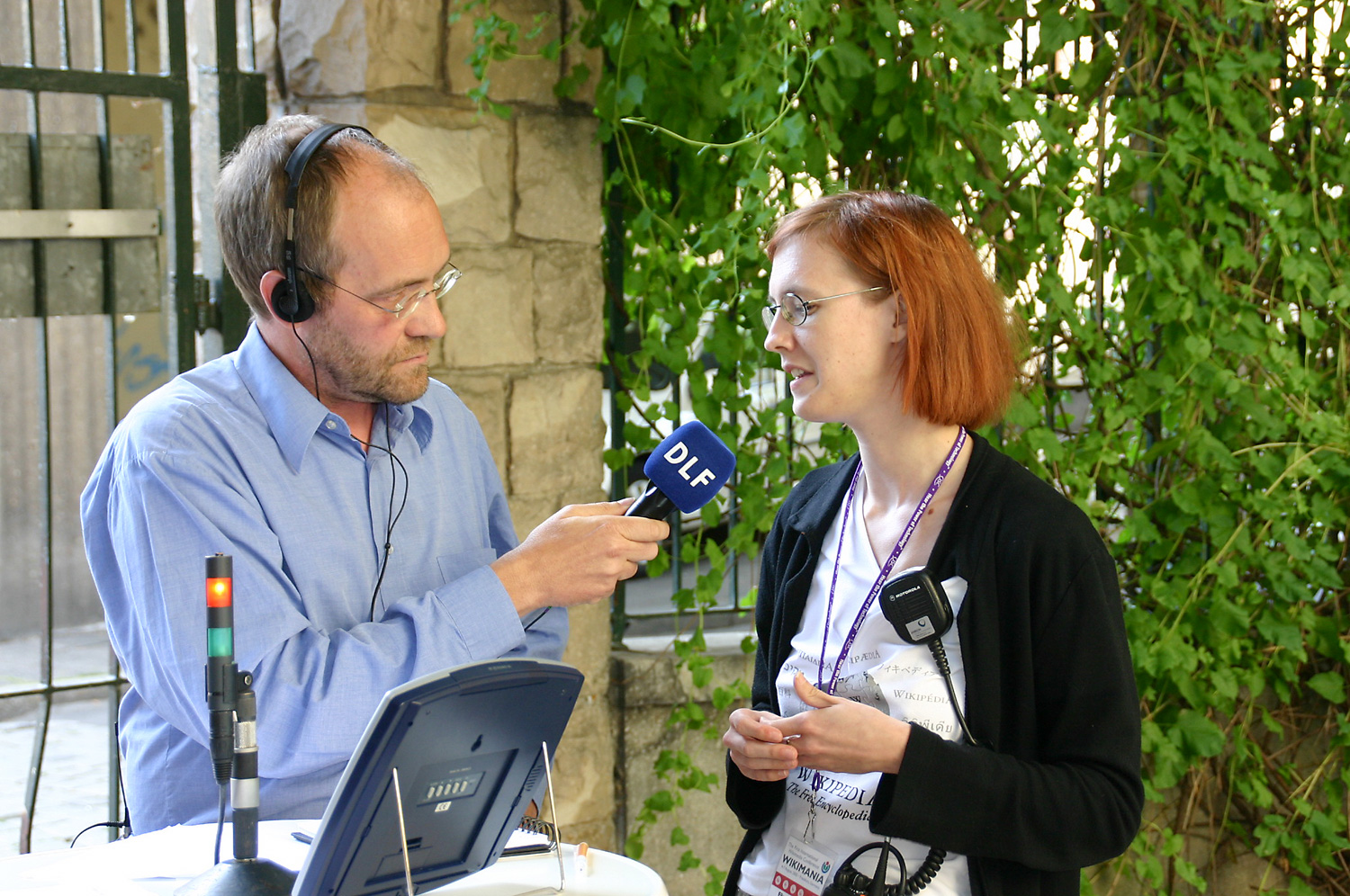
Интервью немецкой радиостанции на конференции Викимания во Франкфурте

Интервью́ (англ. interview) в журналистике — один из жанров в форме разговора журналиста с социально значимой личностью по актуальным вопросам. Кроме того, интервью является одним из методов получения информации в журналистике. Пионером этого жанра в журналистике называют Генриха Бловица.
В интервью участвуют два собеседника: интервьюер (журналист) и интервьюируемый. Они обмениваются информацией для того, чтобы насытить аудиторию (она является третьим участником коммуникации).

## Виды интервью в зависимости от цели
Сведения, которые получены в итоге интервью, могут быть предназначены как для удовлетворения любопытства, так и ради профессиональных, личных или корпоративных целей. Журналистское интервью по своей природе представляет явление особой социальной значимости.
Информационное интервью — наиболее часто используемая разновидность этого жанра. Информационное интервью нацелено на сбор востребованных данных для новостей. Жесткие временные стандарты делают этот вид интервью очень динамичным. Например, чтобы осветить катастрофу национального значения, тележурналисту нужно оперативно, например за час, опросить большое количество людей. Основой информационного интервью являются ключевые для журналиста вопросы: кто? что? где? когда? почему? зачем?, однако этот список может быть существенно расширен в целях получения специализированной достоверной информации.
Оперативное интервью является сжатой разновидностью информационного. Оно ставит перед собой цель сбора разных мнений по какому-либо конкретному, как правило, узкому вопросу. Этот вид называется блицопрос или опрос на улице. Особенностью такого интервью является стандартная фиксированная форма вопросов, которые задаются как можно большему количеству людей. В зависимости от темы опроса, в нем участвуют представители одной или разных социальных групп. От социологического опроса блицопрос отличается отсутствием репрезентативности.
Интервью-расследование. Его проводят для серьезного, более подробного изучения проблемы или события. Обычно готовится обстоятельно, формулировки вопросов и их последовательность тщательно продумываются. Для интервьюера ключевым оказывается умение следить за ходом рассуждения интервьюируемого, коммуникативная пластичность и грамотное владение невербальными формами общения.
Интервью-портрет (персональное интервью) сфокусировано на одном герое. Им может стать любой человек, который проявил себя в общественной жизни и поэтому привлекает взгляды широкой публики. Портретные интервью с «простыми людьми» встречаются гораздо реже. Здесь два варианта: или этот человек себя в чем-то проявил, или, наоборот, очень типичен. Те предметы, детали, которые формируют индивидуальность героя, должны быть переданы зрителю.
Беседа (диалог) — разновидность интервью, когда журналист не просто посредник между героем и зрителем, а становится с собеседником на равных благодаря совместному творчеству. Творческая репутация и большой профессиональный опыт являются обязательными условиями такого интервью. Также важно выбрать правильного собеседника. Ведь с его помощью журналисту требуется выстроить грамотный и интересный материал.
Блиц-интервью (также флеш-интервью) — разновидность короткого интервью, часто практикуется в перерыве прямых спортивных трансляций на телевидении. Журналист задаёт интервьюируемому спортсмену/тренеру несколько вопросов о прошедшей части матча и перспективах на следующую часть игры (в игровых видах спорта — строго после финального свистка судьи). Блиц-интервью длится не более 90 секунд, и проводится в специально выделенной части стадиона. Чаще всего — на фоне рекламных баннеров с логотипами спонсоров трансляций.

## Категории интервьюируемых
Если обратиться к семантике английского слова интервью, то оно состоит из префикса inter, имеющего значение взаимодействия, взаимонаправленности, и слова view, одно из значений которого — взгляд, мнение. Стало быть, интервью — обмен мнениями, взглядами, фактами, сведениями.
Жанр интервью нужно использовать только в том случае, если интервьюируемый может сказать больше, чем журналист, или же если интервьюируемый поддержит своим выступлением какую-то определенную общественную кампанию.
Традиционно интервьюируемых можно разделить на три категории:
1) государственные и политические деятели, специалисты и др. люди, которые обладают специфическими знаниями в какой-либо конкретной области; цель интервью — узнать что-то, в чем компетентен этот человек;
2) знаменитости. Их интервьюируют, чтобы узнать их мнения по какому-либо поводу и подробности их деятельности и жизни стали достоянием массовой публики;
3) обыкновенные люди. С ними мы встречаемся на улице, дома, на работе. Цель интервью — выяснить общественное мнение о каком-либо событии. Но и тут есть разделение: взрослое интервью и интервьюирование детей.

## Формы организации интервью
1. Пресс-конференция — коллективное интервью. Журналистов приглашают на встречу с человеком, который является источником информации, в назначенное время и в определенном месте. В основном место встречи — это информационное агентство, информационная служба или помещение, специально оборудованное для подобных целей. Целью созыва пресс-конференции обычно является определенный информационный повод, сведения о котором нужно распространить, разъяснить или опровергнуть. Такие события обычно проводят по заведенному порядку. Инициатор подробно сообщает о событии (свершившемся или планируемом), предложении, решении. После этого журналистам разрешается задавать вопросы.
2. Выход к прессе (пресс-подход) можно назвать малой формой пресс-конференции. Только проводится он с целью информирования журналистов об итогах уже прошедшего мероприятия (переговоров, заседания и т. п.). Инициатором выхода является ньюсмейкер или его пресс-служба. Выход к прессе отличается от пресс-конференции тем, что зачастую заранее не планируется. Однако порой пресс-подход является неотъемлемой составляющей, например, отраслевых мероприятий, которые по своему формату не предполагают проведения пресс-конференций. Заканчивается заседание и сразу после него ньюсмейкер или его пресс-секретарь делают заявление и отвечают на вопросы журналистов, при этом предоставляя им лишь небольшое и необходимое количество информации.
3. Брифинги проводятся регулярно. Посвящаются они распространению необходимой информации о деятельности компаний или организаций. На брифингах министерства иностранных дел, например, журналистов оповещают о состоянии внешней политики. Также работники СМИ могут узнать официальное объяснение событий мировой политики.
4. Круглый стол является сложным форматом интервью. Журналисту приходится вести разговор с несколькими участниками, а не с одним, как в обычном интервью. В таком случае у интервьюера появляются функции модератора. Ему нужно не только задавать вопросы и выслушивать ответы, но и управлять беседой. Такой формат интервью должен быть тщательнейшим образом проработан. Продумать четкий сценарий и стратегию встречи нужно до мелочей, ведь могут возникнуть самые непредвиденные ситуации.
5. Интервью по телефону — удобный и оперативный вид интервью. Его можно использовать в условиях строгого ограничения времени, когда у журналиста нет возможности выезжать на съемку.
6. Интервью с помощью разных служб Интернета. Электронная почта, форум, чат и т. д. — возможные пути для сбора информации и проведения интервью. Если же нужно получить официальный комментарий, переписки в чате будет недостаточно. Тогда можно поговорить с интервьюируемым по видеосвязи[4].

## Необходимость согласования
Если разговор разнесён по времени с выходом в СМИ слов респондента (то есть интервью не проходит в прямом эфире), то последние часто требуют согласовывать с ними готовый к публикации текст, финальную версию телевизионного сюжета или программы. Единого мнения по этому вопросу или устоявшейся практики согласования нет, что часто приводит к конфликтам. При этом в статье № 3 Федерального закона «О средствах массовой информации», посвященной недопустимости цензуры, прописано, что согласовывать текст не требуется, кроме случаев, когда должностное лицо является автором или интервьюируемым. То есть перед публикацией интервью, если иное не оговорено с собеседником, текст перед публикацией следует согласовывать, если журналист беседовал с чиновником или представителем «организаций, учреждений или общественных объединений».
Российский закон «О СМИ» предписывает журналистам и редакциям «удовлетворять просьбы лиц, предоставивших информацию, […] об авторизации цитируемого высказывания, если оно оглашается впервые».
Однако специалисты указывают на размытость формулировок, которые позволяют журналисту игнорировать это требование.
Журналисты отмечают снижение качества интервью в процессе согласования:
«В общем случае интервью сильно проигрывают, если их приходится согласовывать. Я говорю о ценности для читателя: важные факты вымарываются, действительность лакируется, а журналист помогает самоцензуре, которая тоже цензура», — медиаконсультант Александр Амзин.
В связи с этим некоторые ведущие издания запрещают своим журналистам согласовывать текст интервью со спикерами.
Тем не менее перед интервью рекомендуется предупредить респондента, что ведётся запись разговора и сказанное им может быть опубликовано или выйти в эфир.